# Ffordd Pen Llech
Ffordd Pen Llech ([fɔrð phɛn ɬeːχ]) est une voie de communication située dans la ville de Harlech, située dans le parc national de Snowdonia, au nord du Pays de Galles.

Elle était autrefois considérée comme la rue la plus escarpée du monde, bien que ce titre soit revenu à l'ancien détenteur, Baldwin Street, le 8 avril 2020.

## Situation et accès
« Ffordd Pen Llech » est l’une des deux routes entourant le site du patrimoine mondial du château de Harlech et reliant le centre-ville supérieur à la gare de Harlech (en) sur la  ligne Cambrian (en), ainsi qu'aux zones d'habitation et de camping proches du niveau de la mer. Sa descente de l'éperon rocheux vers le nord du château lui donne une pente mesurée tangentiellement à sa section la plus raide de 1:2,73. Bien que cela se traduise par une élévation verticale de 36,63 % de l'horizontale, les autorités routières britanniques arrondissent les pentes à un chiffre nominal pour éviter de confondre les usagers de la route avec une précision excessive. Par conséquent, le panneau d’avertissement en haut donne une pente de 40 %. 
La rue est une route à double sens à voie unique sur la majeure partie de sa longueur. Pour éviter les problèmes avec les véhicules qui se rencontrent sur la partie la plus raide de la pente et qui ne peuvent pas redémarrer, la partie inférieure de la route est une descente à sens unique.

## Origine du nom
Le nom Pen Llech, dérivé des mots gallois pen (« tête », « fin », « sommet ») et llech (« rocher plat », « dalle », « falaise lisse ») peut être traduit approximativement par « fin du rocher », « pierre tombale », ou peut-être « promontoire pierreux ». 

## Historique
Du 15 juillet 2019 au 8 avril 2020, la rue a été officiellement nommée « rue la plus raide du monde » par le Guinness World Records, un titre précédemment attribué à Baldwin Street à Dunedin, en Nouvelle-Zélande,,. Guinness mesure la route la plus raide en fonction de la section la plus raide de 10 mètres de la route (il n'y a aucun bâtiment sur cette section de 10 mètres de Ffordd Pen Llech).
Le 8 avril 2020, Guinness a annoncé que Baldwin Street avait été réintégrée comme la rue la plus raide du monde après avoir déterminé que la meilleure pratique pour calculer une pente de rue était de prendre la mesure à partir de la ligne médiane.  Les nouvelles mesures ont révélé que la pente de la rue de Dunedin était de 34,8 %, tandis que celle de Ffordd Pen Llech était de 28,6 %.
L'Atlas mondial a attribué la distinction de rue la plus raide à Canton Avenue à Pittsburgh, en Pennsylvanie. Contrairement à Fford Pen Llech, Canton Avenue est une rue entièrement résidentielle, bordée de maisons le long de son tronçon le plus escarpé. La route reste ouverte à la circulation automobile dans les deux sens, même à son point le plus pentu.
Avec une pente de 50 m sur une courte distance, Ffordd Pen Llech attire les cyclistes passionnés en quête de défis extrêmes. Sa popularité reste cependant freinée par le système à sens unique, qui impose uniquement des déplacements vers le bas (la législation britannique considère les vélos comme des véhicules et exige que les cyclistes respectent tous les panneaux de signalisation) ce qui veut dire qu'un cycliste devra enfreindre la réglementation pour tenter l’ascension  ou emprunter la route adjacente, "Twtil", qui présente une pente plus douce de 25 %